# 镇原县
镇原县是中华人民共和国甘肃省庆阳市下辖的一个县，位于甘肃东北部，庆阳西南，泾河支流茹水河流域。北纬35°27′-36°16′，东经106°44′-107°36′之间。与之接壤的县市有：东边庆城县、西峰区，西边宁夏彭阳县，南边平凉市泾川县、崆峒区，北边环县。
汉朝置临泾县，元朝为镇原州，明朝改镇原县。

## 行政区划
镇原县下辖13个镇、6个乡：
城关镇、屯字镇、孟坝镇、三岔镇、平泉镇、开边镇、太平镇、临泾镇、新城镇、上肖镇、新集镇、马渠镇、庙渠镇、南川乡、方山乡、殷家城乡、武沟乡、郭原乡和中原乡。

## 名人
- 王符
- 胡方回
- 皇甫嵩
- 皇甫規
- 胡义周
- 杨政
- 刘海龙